# USS LST-9
O USS LST-9 foi um navio de guerra norte-americano da classe LST que operou durante a Segunda Guerra Mundial.